# (31859) Zemaitis
(31859) Zemaitis est un astéroïde de la ceinture principale.

## Description
(31859) Zemaitis est un astéroïde de la ceinture principale. Il fut découvert le 10 mars 2000 à Socorro (Nouveau-Mexique) par le projet LINEAR. Il présente une orbite caractérisée par un demi-grand axe de 2,39 UA, une excentricité de 0,17 et une inclinaison de 2,3° par rapport à l'écliptique.

## Compléments